# Asesinatos de la Universidad Estatal de Jackson
Los Asesinatos en el estado de Jackson fueron un episodio de agresiones, asesinatos y brutalidad policial que ocurrieron el viernes 15 de mayo de 1970 en Universidad Estatal de Jackson (hoy Universidad Estatal de Jackson) en Jackson, Misisipi. El 14 de mayo de 1970, la policía municipal y estatal confrontó a un grupo de estudiantes fuera de un dormitorio del campus. Poco después de la medianoche, la policía abrió fuego, matando a dos estudiantes e hiriendo a doce. El evento ocurrió 11 días después de los tiroteos de Kent State, en los cuales la Guardia Nacional mató a cuatro estudiantes en la Universidad Estatal de Kent en Ohio durante una protesta contra la Guerra de Vietnam. El evento de Kent State capturó por primera vez la atención nacional.

## Asesinatos
En la noche del jueves 14 de mayo, un grupo de cerca de 100 estudiantes negros se reunió en la calle Lynch (nombrada en honor al representante negro de los Estados Unidos de la era de la Reconstrucción, John R. Lynch), que dividía el campus. Se supone que los jóvenes afroamericanos lanzaban piedras a conductores blancos que pasaban por esta calle, frecuentemente el lugar de enfrentamientos entre residentes blancos y negros de Jackson.
Las tensiones aumentaron cuando un rumor se extendió por el campus de que Charles Evers, un político local, líder de los derechos civiles y hermano del activista asesinado Medgar Evers, y su esposa habían sido asesinados, según Lynch Street: The May 1970 Slayings at Jackson State College. La situación se agravó cuando un estudiante que no pertenecía a Jackson State incendió un camión volquete."
La policía respondió con fuerza. Al menos 75 oficiales de la ciudad de Jackson y de la Patrulla de Carreteras de Misisipi intentaron controlar a la multitud mientras los bomberos apagaban los incendios. Después de que los bomberos abandonaron el lugar poco antes de la medianoche, la policía se movió para dispersar a la multitud que se reunió frente a Alexander Hall, un dormitorio femenino.
Avanzando a una distancia de 15 a 30 m (50 a 100 pies) de la multitud, los oficiales abrieron fuego contra el dormitorio alrededor de las 12:05 a. m..
La causa exacta del tiroteo y los momentos previos no están claros. Las autoridades dicen que vieron a un francotirador en uno de los pisos superiores del edificio y que estaban siendo disparados desde todas las direcciones. Más tarde, dos oficiales de la ciudad y un patrullero estatal reportaron heridas leves causadas por fragmentos de vidrio. Una búsqueda del FBI de pruebas de disparos de francotiradores no encontró ninguna. Más tarde, los estudiantes afirmaron que no provocaron a los oficiales. El tiroteo duró 30 segundos, con más de 460 disparos realizados por unos 40 patrulleros estatales, que usaron escopetas a una distancia de 30 a 50 pies. Todas las ventanas fueron destrozadas por disparos en el lado estrecho del edificio que daba a la calle Lynch.
La multitud se dispersó, y varias personas fueron pisoteadas o cortadas por fragmentos de vidrio. Phillip Lafayette Gibbs, de 21 años, un estudiante de tercer año, y James Earl Green, de 17 años, un veterano y corredor de millas en la cercana Jim Hill High School, fueron asesinados, y otros doce resultaron heridos. Gibbs fue mortalmente herido cerca de Alexander Hall por disparos de perdigones, y Green fue asesinado detrás de la línea policial frente a BF Roberts Hall, también por escopeta.

## Consecuencias
El presidente Richard Nixon creó la Comisión Presidencial sobre la Inquietud en el Campus para investigar los eventos de Jackson State y Kent State. Se llevaron a cabo audiencias públicas en Los Ángeles, Washington D. C. y en Kent State. No se realizaron arrestos en relación con las muertes en Jackson State, pero la Comisión concluyó que "la ráfaga de disparos de 28 segundos de los oficiales fue una reacción exagerada, irracional e injustificada... Una amplia barrera de disparos en respuesta a informes no confirmados de francotiradores nunca está justificada."
La universidad conmemoró el suceso nombrando el área de los tiroteos como Gibbs-Green Plaza, en honor a los dos jóvenes fallecidos. La plaza es un gran patio de ladrillo y concreto de varios niveles y un centro comercial en el lado este del campus de la escuela; limita con JR Lynch Street y conecta Alexander Hall con University Green. Un gran monumento de piedra frente a Alexander Hall, cerca de la plaza, también rinde homenaje a las dos víctimas. Los daños aún son visibles en la fachada de Alexander Hall; fueron causados por los disparos de la policía.
En diciembre de 1970, un gran jurado federal fue disuelto después de no haber producido una acusación o conclusiones escritas en un receso de cinco meses. Había convocado a unos 40 patrulleros estatales y 26 oficiales municipales.
Una disculpa pública formal largamente esperada fue otorgada en la ceremonia de graduación de 2021 de la Universidad Estatal de Jackson. La disculpa reflejó 51 años de contemplación en relación con el evento, ahora conocido históricamente como "The Jackson State Killings". Gibbs y Green recibieron títulos de doctorado honorario póstumo en la ceremonia, que fueron aceptados por familiares en su nombre.
Los oradores de la ceremonia de graduación representaron a líderes locales y estatales de Misisipi: el alcalde Chokwe Antar Lumumba de Jackson y el senador estatal Hillman Terome Frazier. Los líderes dijeron que la disculpa formal era para "...expiar públicamente los pecados de nuestro pasado y proclamar una nueva identidad de dignidad, equidad y justicia.”